# Frostland Tapes
Frostland Tapes è la seconda raccolta del gruppo black metal norvegese Darkthrone, pubblicata il 9 giugno 2008 da Peaceville Records.
Il disco contiene tutte le quattro demo della band A New Dimension, Land of Frost, Cromlech e Thulcandra, una demo strumentale di Goatlord e la registrazione di un concerto tenutosi in Danimarca nel 1991.
Registrate quando il gruppo era ancora un quartetto, le demo presentano una bassissima qualità audio e appartengono al periodo death metal della band, precedente alla svolta black metal di A Blaze in the Northern Sky. Pubblicato per il ventunesimo anniversario dalla nascita della band, è la prima raccolta a contenere tutte le demo della band, e comprende anche un'intervista a Fenriz e Nocturno Culto.
All Music Guide l'ha definito estremamente importante per la storia del black metal.

## Tracce

### Disco 1
- Tracce 1-5 da Land of Frost, 6-7 da A New Dimension, 8-11 da Thulcandra.

1. Land of Frost - 4:06
2. Winds of Triton - 1:56
3. Forest of Darkness - 4:41
4. Odyssey of Freedom - 3:32
5. Day of the Dead - 5:39
6. Twilight Dimension - 0:45
7. Snowfall - 9:04
8. Eon 3:46
9. Thulcandra - 5:46
10. Archipelago - 4:42
11. Soria Moria - 3:42

### Disco 2
- Tracce 1-4 da Cromlech, 5-11 registrate live in Danimarca nel 1991.

1. The Watchtower - 5:11
2. Accumulation of Generalization - 3:09
3. Sempiternal Past/Presence View Sepulchrality - 3:21
4. Iconoclasm Sweeps Cappadocia - 3:59
5. Cromlech - 4:31
6. Sunrise over Locus Mortis - 3:36
7. Soulside Journey - 4:59
8. Accumulation of Generalization - 3:26
9. Sempiternal Past/Presence View Sepulchrality - 3:56
10. Iconoclasm Sweeps Cappadocia - 4:28
11. Neptune Towers - 3:19

### Disco 3
- Tutte le tracce tratte da una demo strumentale di Goatlord.

1. Rex - 4:09
2. Pure Demoniac Blessing - 2:48
3. The Grimness of Which Shepherds Mourn - 4:40
4. Sadomasochistic Rites - 4:19
5. As Desertshadows - 5:02
6. In His Lovely Kingdom - 3:33
7. Black Daimon - 2:15
8. Towards the Thornfields - 3:53
9. (Birth of Evil) Virgin Sin - 3:37
10. Green Cave Float - 4:08
11. A Blaze in the Northern Sky - 4:56
12. Fenriz Drum Solo - 2:34

## Formazione
- Nocturno Culto – chitarra, voce
- Zephyrous – chitarra
- Anders Risberget – chitarra (tracce 1-5)
- Dag Nilsen – basso
- Fenriz – batteria, voce

### Crediti[3]
- Trine - design
- Kim Designstudio - design